# Jokerit
Jokerit är en ishockeyklubb i Helsingfors, Finland, grundad den 27 oktober 1967 ur Töölön Vesas ishockeysektion. Namnet är finska för Jokrarna, men det finska namnet används även på svenska. Hemmaarena är Hartwall Arena i Böle.
Erik Karlsson, Glen Metropolit, Ari Sulander, Teemu Selänne, Tuomo Ruutu, Otakar Janecky, Ville Peltonen, Esa Pirnes, Jari Kurri, (numera huvudägare av klubben) Esa Tikkanen, Petri Varis och Sami Helenius är några kända spelare som har spelat i Jokerit. Klubben har vunnit finska mästerskapet sex gånger: 1973, 1992, 1994, 1996, 1997 och 2002.

## KHL-spel
Den 28 juni 2013 meddelades det att laget som första finländska klubb ansluter sig till den ryska ishockeyligan KHL inför säsongen 2014/2015. Laget gjorde en lyckad första säsong i KHL, då man nådde kvartsfinalspel.
Den 24 februari 2022, mitt under pågående KHL-säsong, beslutade sig klubben för att dra sig ur Gagarin Cup-slutspelet, som man kvalificerat sig för, efter Rysslands invasion av Ukraina. Den 5 april 2022 meddelade man att man inte tänker fortsätta spela i KHL. Den 20 april 2022 meddelade klubben att man inte tänker delta i något seriespel alls under säsongen 2022–2023, och därefter siktar på att återvända till FM-ligan inför säsongen 2023–2024. Jokerit skickade in en licensansökan inför säsongen 2023–2024, men den 1 september 2022 meddelade FM-ligan att inga nya lag skulle släppas in inför den säsongen.
Säsongen 2023–2024 spelade klubben istället spela i den finländska andraligan Mestis. Man planerade att spela 15 matcher i staden Kervo tre mil från Helsingfors och de återstående nio matcherna i Helsingfors ishall. Helsingforsarenan, tidigare Hartwall Arena, kan inte användas då ägarna Gennadij Timtjenko och Roman Rotenberg står under internationell bojkott.